# 花見忠
花見 忠（はなみ ただし、1930年2月15日 - 2021年8月19日）は、日本の法学者。専門は、労働法・労使関係。特に、使用者の懲戒権・雇用平等の研究、ILO条約と日本の団結権に関する研究など。学位は、法学博士（東京大学）。上智大学名誉教授。名誉法学博士（ルーヴァン大学）。弁護士。東京都出身。

## 人物
静岡県立静岡中学校卒業。1953年、東京大学法学部卒業。1957年 同大学院特別研究生を修了。ケルン大学法学部の留学や東京工業大学非常勤講師を経て、1966年 上智大学法学部教授、1971年 同大学院法学研究科委員長、1979年 同法学部長、ルーヴァン大学、ハーヴァード大学ロースクール、コロンビア大学で客員教授、司法試験考査委員、中央労働基準審議会会長、中央労働委員会会長、欧日産業法研究所理事、国際労使関係研究協会（IIRA）会長、日本労働研究機構研究所長を歴任。2000年上智大学を定年退職。
2001年日本労働研究機構会長。2003年弁護士登録。弁護士法人松尾綜合法律事務所客員弁護士。内閣官房参与（公務員制度改革担当）。2004年5月旭日重光章を受章。2007年4月内閣府参与。
1953年11月、東大法学部の同級生だった赤松良子（後 文部大臣）と結婚。35年間の結婚生活を送ったが、のちに1989年、還暦を前に協議離婚した。結婚3年後に長男が生まれたが、2015年に58歳で他界している。

## 著書
- 労使間における懲戒権の研究 勁草書房 1959
- ILOと日本の団結権 ダイヤモンド社 1963
- ドイツにおける労働組合と政治 民主主義研究会 1963
- 労働組合の政治的役割 ドイツにおける経験 未来社 1965
- 労働基本権 労働組合を考えなおす 1969 (中公新書)
- 労働争議 労使関係にみる日本的風土 日本経済新聞社 1973 (日経新書) のち講談社学術文庫
- 労働の世界について考える 1979.5 (講談社学術文庫)
- 海外進出企業の労使関係 日本経済新聞社 1983.11
- 現代の雇用平等 三省堂 1986.4
- 雇用と労働 日本放送出版協会 1987.10 (NHK市民大学)
- 労働政策と労働法 日本労働研究機構 1993.12 (労働通信教育講座 平成5年度)
- 労働政策 日本労働研究機構 1999.12 (労働通信教育講座)

## 共編著
- 西ドイツの労働裁判 石川吉右衛門 日本労働協会 1962
- 労働法教室 労働組合法・労働関係調整法 慶谷淑夫、萩沢清彦 有斐閣 1964
- 自習労働法30問 石川吉右衛門、慶谷淑夫 有斐閣 1966.3
- 教材労働法入門 外尾健一共編 1967 (有斐閣双書)
- 労働法 石井照久、萩沢清彦共編 有信堂・高文社 1968 (法律学ハンドブック)
- 労使関係の法律相談 萩沢清彦共編 有斐閣 1969 (法律相談シリーズ)
- 労働基準法50講 1973 (有斐閣双書)
- 労災補償・安全衛生50講 保原喜志夫共編 1975 (有斐閣双書)
- フレックスタイム 勤務時間の再検討 山口浩一郎 日本経済新聞社 1975
- 労働組合読本 白井泰四郎、神代和欣 東洋経済新報社 1977.8
- ベルギー日系企業の労使関係 J.デュモティエ共著 日本労働協会 1979.8
- 就業規則の法理と実務 深瀬義郎共編著 日本労働協会 1980.7
- 変貌する国際社会 これからの国際人の条件 1982.9 (有斐閣選書)
- 労使紛争処理の国際比較 オーストラリア、西ドイツ、イタリア、日本、米国の研究 日本労働協会 1985.2
- わかりやすい男女雇用機会均等法 赤松良子・花見忠先生に聞く 1986.3 (有斐閣リブレ)
- 海外勤務の実態と法理 日本労働協会 1987.3
- 雇用均等時代の経営と労働 篠塚英子共編 東洋経済新報社 1987.7 (東経選書)
- 明日の隣人外国人労働者 桑原靖夫共編 東洋経済新報社 1989.6 (統計研究会叢書)
- ECと日本企業 人事労務管理の国際的展開 R.ブランパン共編 日本労働研究機構 1993.7
- あなたの隣人外国人労働者 桑原靖夫共編 東洋経済新報社 1993.11 (統計研究会叢書)
- アメリカ日系企業と雇用平等 日米合同調査報告 日本労働研究機構 1995.11
- 貿易と国際労働基準 国際労働法フォーラム報告 日本労働研究機構 1997.10
- IT革命と職場のプライバシー 欧日産業法研究所研究報告 R.ブランパン共編 日本労働研究機構 2001.6
- 人事・労務用語辞典 日本労働研究機構共編 日本経済新聞社 2001.9 (日経文庫)

## 翻訳
- 英国労働組合法 H.サミュエル 石川吉右衛門、赤松良子共訳 有斐閣 1958
- 労働組合と法 その成長と抗争の物語り D.N.プリット、R.フリーマン ダイヤモンド社 1962
- 労働問題の国際比較 R.ブランパン[監訳 日本労働協会 1983.6

## 記念論集
- 労働関係法の国際的潮流 / 花見忠先生古稀記念論集刊行委員会 信山社出版 2000.1